# Korostyšiv
Korostyšiv (ukrajinsky Коростишів; rusky Коростышев, Korostyšev) je město v Žytomyrské oblasti na Ukrajině. Leží 28 km východně od Žytomyru na řece Teterivu v historické oblasti Polesí. V Korostyšivu žije přibližně 24 tisíc obyvatel.

## Historie

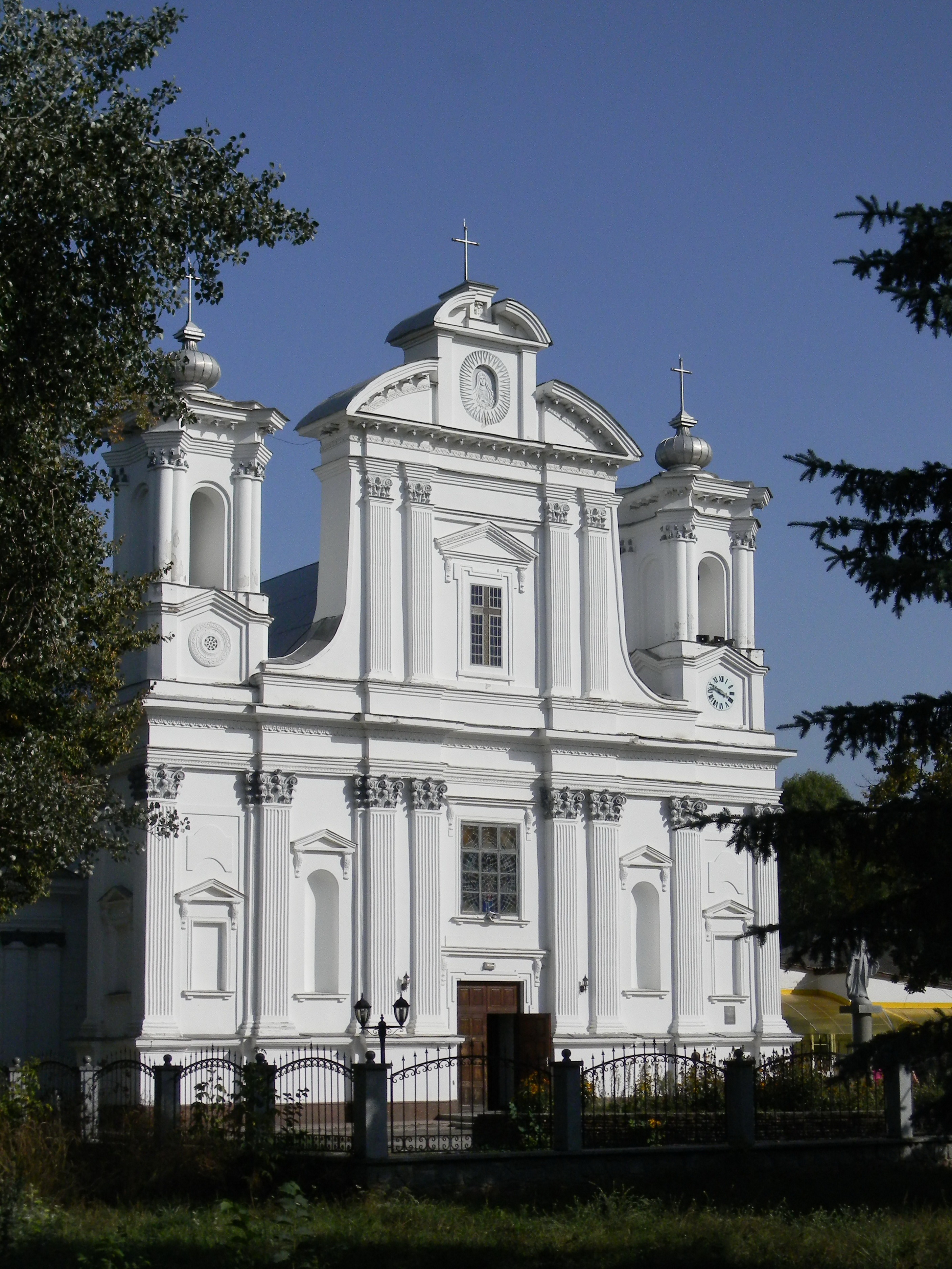
Kostel Narození P. Marie ze 17. století

Korostyšiv má dlouhou historii, i když nejstarší písemná zmínka pochází až z roku 1499. Od roku 1565 až do roku 1868 patřil Korostyšiv hraběcí rodině Olizarů. Počátkem 17. století zde byl postaven zámek a kostel a roku 1634 byl vybudován dřevěný most přes řeku Teteriv. Po Andrusovském příměří z roku 1667, kterým skončila válka mezi Polskem a Ruskem, připadl Korostyšiv Polsku. Roku 1779 získal status města, znak a vlajku, Magdeburské právo a 7 výročních trhů ročně. Při druhém dělení Polska roku 1793 připadl Korostyšiv Ruské říši a osvícený hrabě Gustav Olizar se o město dobře staral. Roku 1873 zde byl založen učitelský ústav, jeden z prvních na Ukrajině, dnešní Pedagogická kolej.
Roku 1893 žilo ve městě 7 863 obyvatel, kteří se převážně živili zemědělstvím. K městu a panství patřilo téměř 20 tisíc hektarů půdy, z nichž asi 93 % patřilo majiteli, generálmajorovi A. P. Plemjanikovi, a zbytek sedlákům. Od poloviny 19. století se zde začalo s těžbou kvalitní žuly, z níž bylo postaveno také Leninovo mauzoleum v Moskvě. Ve 30. letech 20. století postihl i Korostyšiv velký hladomor a počet obyvatel klesl asi na 1 500. 9. června 1941 dobyla Korostyšiv německá armáda, 28. prosince 1943 jej osvobodila sovětská armáda.
Až do havárie černobylské elektrárny byl Korostyšiv vyhledávané místo pro rekreaci, pomalu se tam vracejí milovníci vodních sportů.